# 汪华林
汪华林，华东理工大学教授，中国工程院院士，中国教育部长江学者特聘教授，中国国家杰出青年基金获得者。长期从事化学工程、化工过程机械等领域的研究。曾在英国诺丁汉大学、美国加州大学伯克利分校进行学术访问，担任全国化学工业机械设备标准化技术委员会副秘书长等职务。